# Cardinalis
Cardinalis is een geslacht van vogels uit de familie van de kardinaalachtigen (Cardinalidae). De wetenschappelijke naam werd gepubliceerd in 1838 door Bonaparte.

## Soorten
De volgende soorten zijn bij het geslacht ingedeeld:
- Cardinalis cardinalis – Rode kardinaal
- Cardinalis phoeniceus – Vermiljoenkardinaal
- Cardinalis sinuatus – Grijze kardinaal